# Регрессивные левые

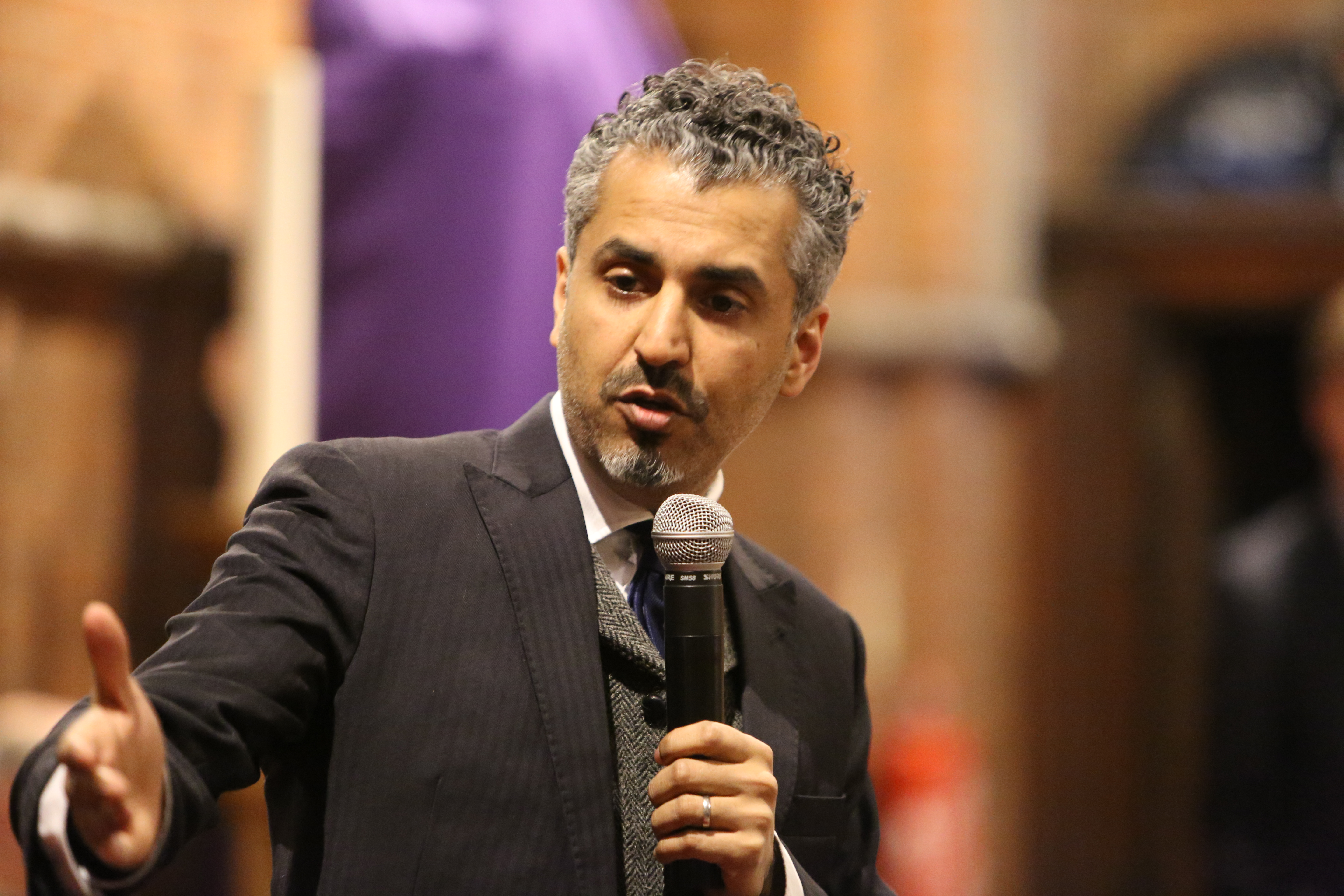
Мааджид Наваз, автор определения «регрессивные левые»

Регрессивные левые (англ. Regressive left, regressive leftists, также регрессивные либералы, англ. regressive liberals) — политический термин, употребляемый в контексте критики западных левых активистов, «отказывающихся от рационального обсуждения ислама», склонных маркировать любую его критику как исламофобию, и полагающих, что мусульманин со «средневековыми» взглядами — «настоящий», а бросающий вызов этому статусу-кво — «продажный».
Термин был впервые применён Мааджидом Навазом, британским активистом курдского происхождения, который ведёт борьбу с исламистскими и экстремистскими организациями в Британии. Тогда он впервые описал этим определением «тех, кто говорит о прогрессивных ценностях: феминизме, правах геев и свободе слова, критикуя христианских фундаменталистов в своих обществах», но в то же время крайне нетерпимо отосятся к критике исламского фундаментализма, нападая на либерально и реформистски настроенных мусульман «за отстаивание ровно тех же прогрессивных ценностей» среди мусульманской общины. Данный термин позже использовался такими публицистами, как Билл Мар, Дэйв Рубин, а также учёными и сторонниками нового атеизма — Сэмом Харрисоном и Ричардом Докинзом.

## Происхождение и описание определения
В 2007 году Мааджид Наваз, автор определения отказался от своего прежнего сотрудничества с исламистской организацией «Хизб ут-Тахрир», решив продвигать ценности светского ислама и религиозного, культурного плюрализма. Он стал соучредителем Quilliam, аналитического центра борьбы с экстремизмом, который ведёт борьбу с исламистскими организациями в Великобритании, пропагандирующими ненависть и насилие. С тех пор, Мааджид заметил неоднозначное отношение к его деятельности со стороны британских антифашистских партий и организаций. В одном случае они выражали равнодушие к его деятельности, в других же случаях обвиняли в «предательстве» мусульманской общины и продвижении исламофобии. Тогда Мааджид впервые выдвинул термин регрессивных левых, описывающих активистов за права человека, которые однако потворствуют исламистам, пытающимся с применением насилия навязать религиозные и традиционные ценности внутри своих общин, что является фундаментальным нарушением основных гражданских свобод. По словам Наваза, атеисты, ревностно защищающие исламистов во имя толерантности, играют существенную роль в укреплении их маргинальных идей в западном обществе, главными жертвами которых становятся умеренно религиозные или неверующие мигранты из ближневосточных стран.
В интервью, в октябре 2015 года, с участием ведущего политического ток-шоу Дейва Рубина, Наваз разъяснил своё решение использовать слово «регрессивный левый». Он объяснял это тем, что часть либеральных активистов настолько поглощены идеей существования идеологической войны, развёрнутой западными державами против мусульман, что они проявляют абсолютную слепоту к проявлениям мизогинии, гомофобии и религиозной нетерпимости внутри мусульманских общин. Такие активисты заявляют о необходимости бороться против колониалистской политики западных правительств, которые способствуют организованному насилию и хаосу на Ближнем Востоке, развязывают войны и организуют военные вторжения. Одновременно эти же активисты преуменьшают значимость действий исламистких организаций, террор, который они устраивают против местных жителей на контролируемой территории. В качестве примера, Наваз привёл британского политика Джереми Корбина, который симпатизировал таким организациям, как ХАМАС и Хезболла. По мнению Наваза, есть множество причин осуждать внешнюю политику США, в том числе и их вторжение в Ирак, однако теократический экстремизм, продвигаемый исламисткими организациями дестабилизирует ситуацию на ближнем востоке не в меньшей степени, чем военное вмешательство западных держав, чего однако регрессивные левые никогда не признают.
Наваз также указал на другой волнующий его вопрос, а именно поддержку антифашистами мнения, что мусульмане совершенно не способны воспринимать любую критику религии, и что их реакция, сопровождающаяся агрессией и угрозами расправы совершенно оправданны. Общественный деятель заметил, что на деле агрессия и угрозы исходят из довольно узкого круга людей, составляющих крайне малую долю от мусульманский диаспоры в целом. Потакая радикальному меньшинству, «регрессивные левые», косвенно дают им понять, что они могут проявлять гражданское неповиновение и вооружённую агрессию, без каких либо последствий для себя. Наваз считает, что антифашисты сами того не осознавая, продвигают расистский образ мусульманина, как человека с самыми низким ожиданиями, моральными нормами, которому позволено быть женоненавистником, гомофобом, шовинистом, фанатиком или антисемитом, в то время, как европейцы, и остальные «цивилизованные» меньшинства обязаны следовать универсальным либеральным ценностям. Харас Рафик, управляющий директор организации Quilliam также выразил своё мнение того, что регрессивные левые осознавая того или нет, ведя борьбу с правыми экстремистами и одновременно поощряя радикальных исламистов, только способствуют росту вредящего симбиоза между двумя этими крайними идеологиями.

## Использование определения
Хотя Мааджид Наваз впервые ввёл термин регрессивные левые в обиход, впервые аналогичную проблему затронул Сэм Харрис, известный публицист, используя фразу «либералы-головорезы» в статье журнала Los Angeles Times, описывая либералов, считающих, что исламисткий терроризм проистекает из отчаяния в результате американской агрессии на Ближнем Востоке. Харрис заметил, что такие люди, будучи крайне чувствительными к проявлениям разного рода дискриминации и нетерпимости, проявляют абсолютную слепоту и отрицание, если нетерпимость исходит от исламистов.
В 2013 году, в рамках компании «Один закон для всех», был составлен репортаж, посвящённых проблеме либералов, симпатизирующих исламистам. Английский журналист Джеймс Бладуорс, в статье журнала The Independent, оценивая репортаж, высказал свою озабоченность тем, что борцы за равноправие с энтузиазмом сотрудничают c религиозными фанатиками, которые выступают за убийство гомосексуалов. Бладуорс утверждал, что таким образом эти люди стали по иронии судьбы не лучше неонацистов. Приравнивая исламизм и ислам, а также приравнивая любое неодобрение исламизма к критике ислама и исламофобии, такие люди укрепляют в глазах местного населения образ мусульманина, как человека кровожадного, не способного идти на компромиссы и межкультурный диалог.
В сентябре 2015 года, Сэм Харрис и Мааджид Наваз приняли участие в открытом форуме, организованном Институтом политики Гарвардского университета, результаты обсуждения позднее были опубликованы в короткой книге под названием «Ислам и будущее терпимости» (англ. Islam and the Future of Tolerance), где было например замечено, что «регрессивные левые» на Западе «умышленно слепы» к тому факту, что исламисты составляют пятую часть от мусульманской общины на Западе. Эта часть людей выступает против любых либеральных ценностей, свободу выражения мнений, демократии, прав женщин, прав геев и тд. А свои ценности они как правило в грубой форме навязывают менее консервативным представителям своей общины. Одновременно любая критика такого поведения встречает осуждающее отношение со стороны многих либералов. В результате в самом незащищённом положении оказываются либеральные члены мусульманских общин, независимые женщины без покрытой головы, гомосексуалы и атеисты. С одной стороны им приходится жить в атмосфере страха и постоянной угрозы со стороны радикальных исламистов, с другой стороны, они не могут ожидать вменяемой поддержки со стороны правозащитных организаций и левых активистов.
В октябре 2015 года, журнал The Washington Times сообщил, что американский комик Билл Мар и британский биолог Ричард Докинз жаловались на регрессивных левых, которые не понимают того, что перестают продвигать либеральные ценности, когда речь заходит об исламе. Комментируя инициативы левых активистов о запрещении на территории кампусов кружков бывших мусульман, Докинз назвал это предательством движения за свободу выражений в 1960-е годы
В октябре и ноябре 2015 года Сэм Харрис часто использовал термин «регрессивные левые» в средствах массовой информации, заявив, что наибольшая опасность состоит в том, что такие активисты готовы отказаться от свободы слова «из страха оскорбить чье либо чувства», что приведет к цензуре, навязываемой этими самыми меньшинствами. Харрис считает, что таких политических деятелей, как Реза Аслан и Ноам Хомский относятся к регрессивным левым.
В ноябре 2015 года в выступлении на радио-шоу «Гуманистический час» (англ. The Humanist Hour) автор и философ Питер Богоссян описал в качестве регрессивных левых — людей, которые борясь за права мусульман, умудрились при этом найти себе в качестве друзей самых худших представителей мусульманский общины. По его словам вполне справедливо противопоставлять их прогрессивным левым, чья задача заключается в равноправии для всех людей и искоренении любых форм нетерпимости. Регрессивные левые же стали гиперморалистами, потакателями узкой группы маргиналов, готовых ревностно защищать их, веря в то, что они являются главными жертвами западного колониализма и поэтому оправданно не доверяют любые западные ценности.
В декабре 2015 года исследователь международных отношений Эллиот МакАрдл описал неприятный феномен, что некоторые «так называемые либералы/левые», враждебно относятся к либеральным мусульманам и бывшим мусульманам, которые критикуют радикальные проявления ислама и продвигают идеи плюрализма и взаимной веротерпимости. С точки трения регрессивных левых, такие люди выступают вероотступниками, предателями ислама, не настоящими мусульманами, при этом сами регрессивные левые как правило атеисты и относятся отрицательно к традиционным, семейным христианским ценностям при их схожести с исламскими ценностями во многих аспектах. Несмотря на то, что критика радикального ислама со стороны либеральных мусульман очевидно наиболее объективна, учитывая их опыт жизни внутри мусульманской общины, подобная критика не воспринимается многими западными либералами, так как она противоречит их идее о мусульманах, как однородной и угнетённой группе, ставшей жертвой американского империализма и белого расизма. Об аналогичной проблеме признался лично Мааджид Наваз, автор определения регрессивные левые, заметив, что с тех пор, как стал бороться с религиозным экстремизмом, был вынужден постоянно защищаться от нападок определённых либеральных кругов, которые обзывали его «антимусульманским экстремистом», а любые публичные диалоги либеральных мусульман Европы и США, затрагивающие реформирование современного ислама, встречают агрессию со стороны определённых левых активистов. В результате либеральные мусульмане вынуждены принимать на себя двойной удар; от неонацистов и правых консерваторов, считающих всех мусульман врагами и от исламистов в союзе с левыми активистами, обвиняющих мусульман-либералов в недостаточной верности своей общине.

## Критика
Некоторые либерально-политические журналы подвергли критике данное определение. Например редакция The Huffington Post считает, «нет нигде правила, запрещающего критиковать религию» и что описание «регрессивных левых» является очередной не обоснованной атакой с целью дискредитации ислама и способом перехода на личность в споре. Также редакция заметила, что Гленн Гринвальд и Ноам Хомски, которых противники чаще всего называли регрессивными левыми, никогда не оправдывали религиозный экстремизм и не возражали против разных доктрин ислама.
В марте 2016 года Джозеф Бернштейн, репортер BuzzFeed, написал, что термин «регрессивные левые» набрал особую популярность после 2015 года. Термин переняли, в том числе, альтернативные правые, сделав примерным синонимом термина Social Justice Warrior (SJW) — уничижительной аббревиатуры, используемой для критики политических оппонентов слева, как правило — за толерантность, зашедшую, по мнению критиков, слишком далеко.
Также в 2016 году, правозащитная американская организация Southern Poverty Law Center включила Мааджида Наваза, автора определения в список «антимусульманких экстремистов», такое утверждение было опровержено Навазом и рядом американских СМИ. Даже правозащитный фонд демократа Тома Лантоса призвал SPLC отозвать список, а Наваз пригрозил организации судебным иском за клевету. В итоге SPLC удалила список и принесла официальные извинения общественному деятелю, а также заплатив ему 3,375 миллионов долларов для борьбы с «антимусульманским фанатизмом и экстремизмом».